# Jakob Binck
Jakob Binck, ou Jacob Bink, est un peintre, graveur aquafortiste et médailleur allemand né à Cologne entre 1494 et 1500 et mort à Königsberg en 1569.

## Biographie
Né à Cologne entre 1490 et 1504, Jakob Binck est parfois présenté, sur la foi d'indications données par Joachim von Sandrart dans ses écrits, comme un élève d'Albrecht Dürer. Cependant aucun document d'archive ne confirme cet assertion. Il en est de même de son hypothétique séjour dans l'atelier de Marcantonio Raimondi à Rome. Classé partie des Kleimeister, ou Petits maîtres allemands, il est l'auteur de nombreuses gravures : 240 estampes lui sont aujourd'hui attribuées.
Il se rend à Copenhague en 1533 et rentre au service du roi Christian III du Danemark. Il se rend en Suède en 1541 pour réaliser le portrait du roi Gustave Vasa. En 1547, il est engagé par le duc Albert de Prusse. Celui-ci l'envoie en 1549 à Anvers pour superviser la réalisation par Cornelis Floris d'une épitaphe que le duc souhaite dédier à sa défunte première épouse. En 1550, il est envoyé à Holstein pour un projet de construction d'une forteresse. Il voyage ensuite au Danemark, se rend à Lübeck et même en Finlande. Vers 1554, Binck s'établit à Königsberg avec sa famille, où il meurt le 28 août 1569.

## Œuvres
L'identification de ses estampes n'est pas toujours facile car près d'un tiers de ses réalisations sont des copies de maîtres.
Son monogramme, qu'il ne faut pas confondre avec celui du Monogrammiste IB, est formé de la réunion des lettres ICB (voir signature ci-contre).
Le catalogue de son œuvre gravé a été publié par Bartsch en 1808. Celui-ci a été révisé par Passavant en 1863.
Le dernier en date est celui établi par Robert A. Koch en 1978.

## Galerie

Peintures, illustration et estampes
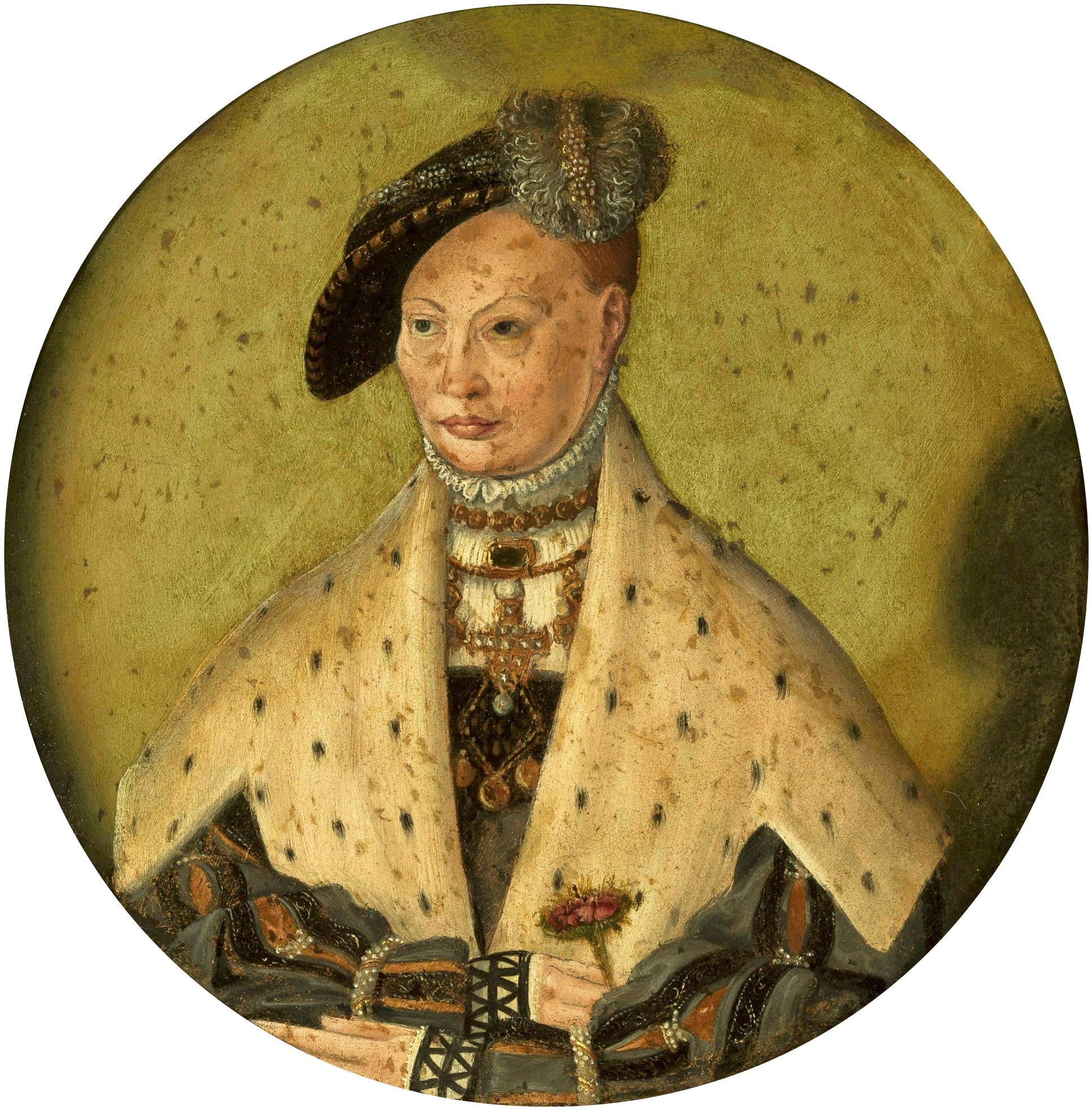
1. Portrait de Dorothée de Danemark (1504-1547), 1530-1540, Musée national, Varsovie.
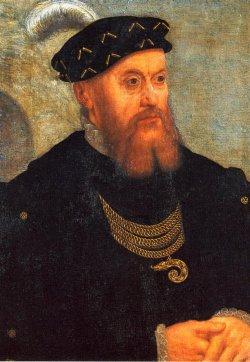
2. Christian III, 1550, Museum of National History at Frederiksborg Castle, Hillerød.
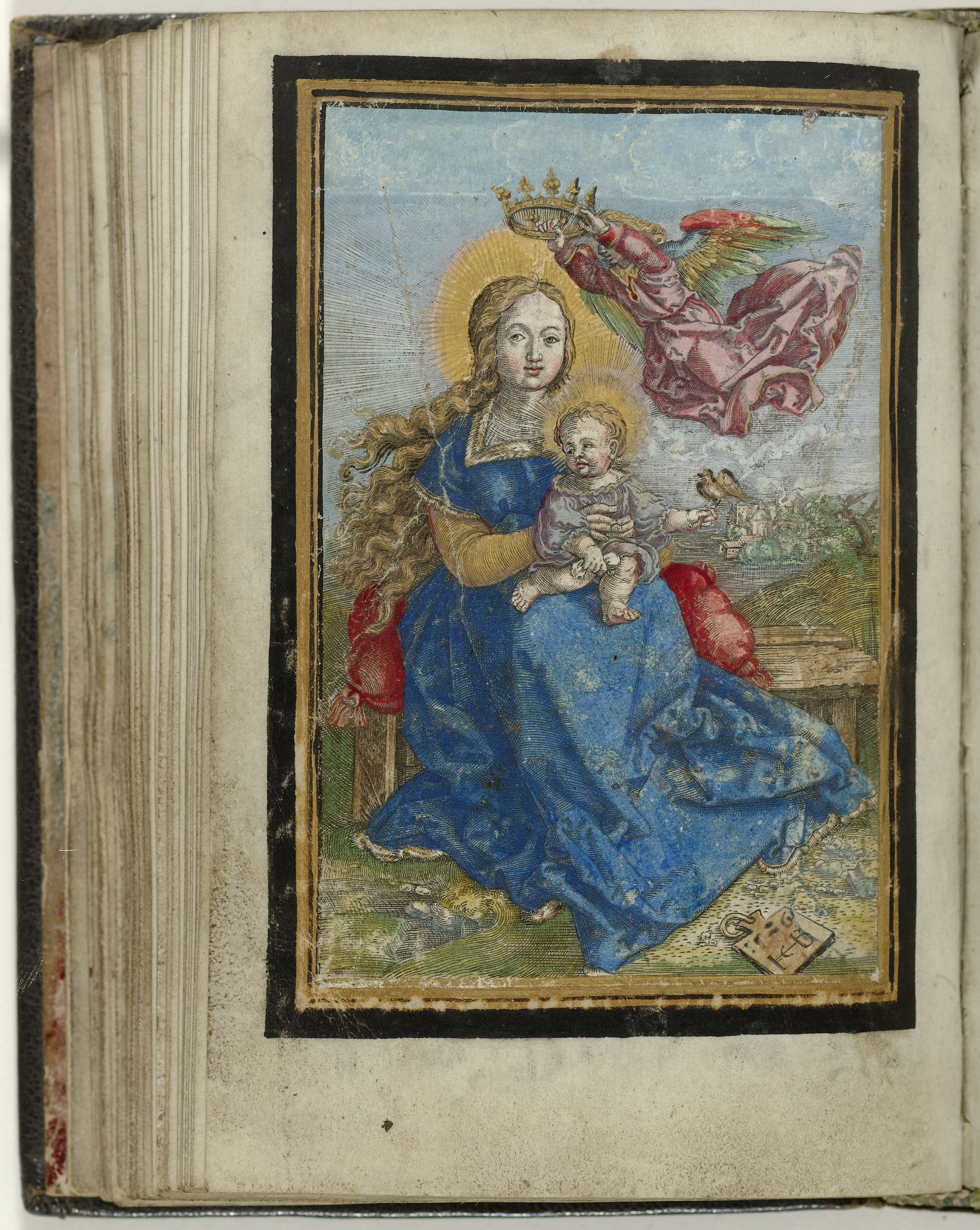
3. Vierge à l'Enfant, estampe coloriée d'après Albrecht Dürer, Rijksmuseum, Amsterdam.
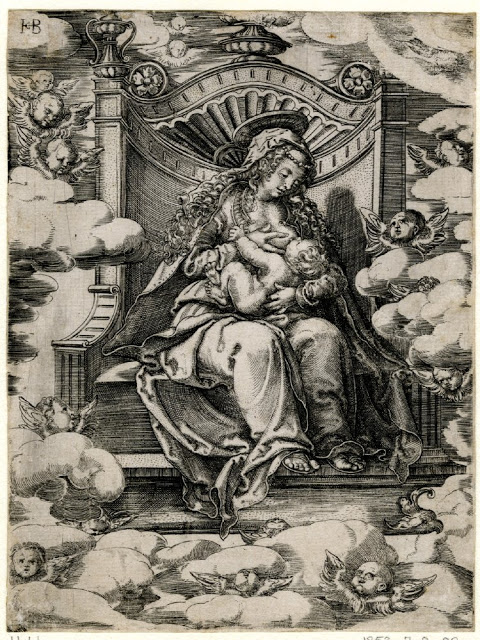
4. Virgo lactans, estampe, cat. Bartsch 20.
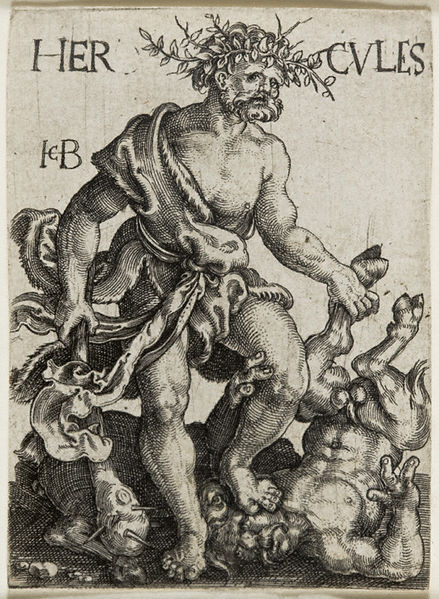
5. Hercules et Nesus, estampe, cat. Bartsch 49.
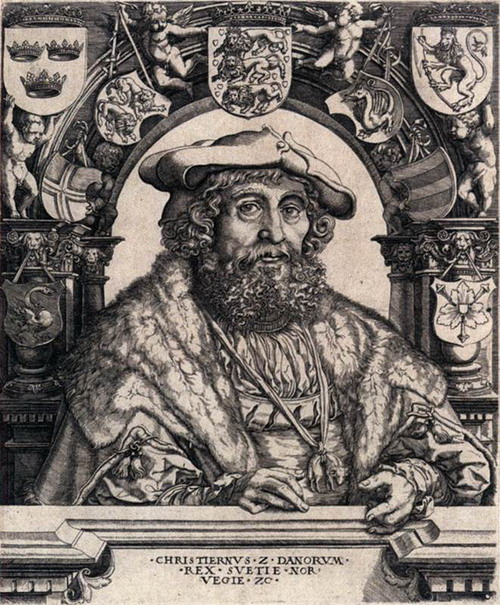
6. Christian II, roi du Danemark, 1529, copie en contrepartie d'une estampe de Jan Gossart, cat. Hollstein 245.I.
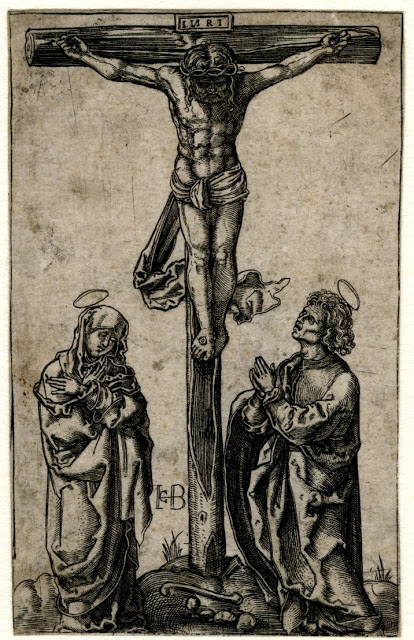
7. Crucifixion, estampe, cat. Passavant 102.